# Do 18

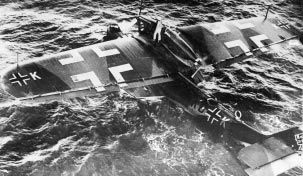

Dornier Do 18은 Do 16 비행정의 개발판이다. 루프트바페를 위해 개발되었으나 루프트한자(Deutsche Luft Hansa)가 5대를 수령하였고 1936년 아조레스와 북아메리카 대륙 사이에서 시험을 목적으로, 1937년부터 1939년까지는 남쪽 애틀랜틱의 메일 루트에서 이 항공기들을 사용했다.
1938년 3월 27-29일, Do 18 W는 잉글랜드 데번주 스타트포인트에서 브라질 카라벨라스(Caravelas)까지 논스톱 직선 거리 8,39 km를 비행하면서 수상 비행기 기록을 세웠다.

## 종류
- Do 18E
- Do 18F
- Do 18L

### 군사용
- Do 18D
- Do 18G
- Do 18H
- Do 18N

## 운용 국가
- 독일
  - 루프트한자
  - 루프트바페

## 참고 자료
- “Dichtung und Wahrheit – diesmal die Do 18.”. 《Jet & Prop Hefte》 (독일어). 4/94, 5/94, 6/94, 1/95.호.
- “The Do 18 ... Dornier's Whale Calf”. 《Air International》. 18권 4호 (Bromley, UK: Fine Scroll). April 1980. 181–188.쪽.
- Green, William (2010). 《Aircraft of the Third Reich: Volume one》. London: Crecy. ISBN 9781900732062.
- Smith, J.R.; Kay, Antony L. (1972). 《German Aircraft of the Second World War》. London: Putnam. ISBN 0-85177-836-4.
- Thetford, Owen (1978). 《British Naval Aircraft since 1912》 5 rev.판. London: Putnam. ISBN 0-370-30021-1.